# Tabanus albicuspis
Tabanus albicuspis är en tvåvingeart som beskrevs av Wang 1985. Tabanus albicuspis ingår i släktet Tabanus och familjen bromsar. Inga underarter finns listade i Catalogue of Life.